# Clossiana alpina
Clossiana alpina är en fjärilsart som beskrevs av Henry John Elwes 1899. Clossiana alpina ingår i släktet Clossiana och familjen praktfjärilar. Inga underarter finns listade i Catalogue of Life.